# Eressa geographica
Eressa geographica är en fjärilsart som beskrevs av Edward Meyrick 1886. Eressa geographica ingår i släktet Eressa och familjen björnspinnare. Inga underarter finns listade i Catalogue of Life.